# 伯利鎮區 (密歇根州)
伯利鎮區（英語：Burleigh Township）是位於美國密歇根州艾奧斯科縣的一個行政鎮區。

## 地方資料
伯利鎮區的面積為89.90平方千米，當中陸地面積為89.90平方千米，而水域面積為0.00平方千米。根據2020年美國人口普查的數據，當地共有人口726人，而人口密度為每平方千米8.08人。